# 別伝明胤
別伝明胤（べつでん みょういん、生年不詳 - 貞和3年12月15日（1348年1月16日））は、南北朝時代の臨済宗破庵派の僧。二十四流と称される日本に禅をもたらした流派の一つ別伝派の祖である。
生年不詳、生地不明、俗姓不伝。一説には元の人物とも。元において古林清茂の許に参じ、径山の虚谷希陵の法を嗣ぐ。康永年間に日本を訪れ越後国普済寺の住持となるが、足利尊氏により建仁寺に招かれその31世住持となる。その後、鎌倉浄智寺に大円庵を結んで貞和3年12月15日（1348年1月16日）に示寂した。法嗣に玉岡蔵珍がある。
延宝伝燈録5巻、本朝高僧伝28巻に評伝がある。